# 深裂鳞毛蕨
深裂鳞毛蕨（学名：Dryopteris incisolobata）为鳞毛蕨科鳞毛蕨属下的一个种。